# Aelurillus dorthesi
Aelurillus dorthesi är en spindelart som först beskrevs av Jean Victor Audouin 1826.  Aelurillus dorthesi ingår i släktet Aelurillus och familjen hoppspindlar. Inga underarter finns listade i Catalogue of Life.